# 黒島 (長崎県五島市)
黒島（くろしま）は、長崎県五島市富江町に属する無人島である。2022年（令和4年）までは有人島であったが、同年に最後の島民が死去し無人島となった。五島市域で有人島が無人島化するのは、1973年（昭和48年）に集団離島があった葛島以来、49年振りであった。

## 概要
五島列島福江島南端の富江港の東約7.2kmの海上に浮かぶ島。島の周囲は対馬海流の影響を受けた好漁場であり、黒島近海でイセエビなどが水揚げされている。
1507年（永正4年）に発生した玉之浦納の反乱で、反乱を起こされた宇久氏第16代当主の宇久囲（五島囲）は、最終的にこの黒島で死去している。
1960年（昭和35年）には人口190人を抱える島であり、漁業で栄えていた。その後の人口は漸減していき、1965年（昭和40年）に109名、1975年（昭和50年）に89名と記録されている。平成に入るとこの人口減が更に加速し、1995年（平成7年）には26名、2013年（平成25年）に3名となり、2014年（平成26年）に1世帯2名となった。
また、2017年（平成29年）時点で電気は通っていたが、上水道・ガスは整備されておらず、水については雨水を濾過して使用する生活であった。
人口が多かった時代に使用されていた家屋が集落に残されており、その棟数は約40程度ある。それなりの人口を抱えていたこともあり、島内には1883年（明治16年）から小学校が設置されていたが、人口減のため1979年（昭和54年）には休校となり、1998年（平成10年）4月に閉校された。
島内には別雷命を祀る鴨神社があり、富江神楽奉納が行われていたが1987年（昭和62年）を最後に行われなくなった。
2022年（令和4年）7月、唯一の島民が死去したため、無人島になった。
2019年（平成31年）に発表された、村田喜代子の小説『飛族』の舞台である架空の島「養生島」のモデルとされる。

五島列島

## 交通
定期船はなく、交通手段は福江島から海上タクシーを利用する。
かつては、1947年（昭和22年）から旧富江町の町営船が福江島・富江港と黒島港の間の定期航路として就航していた。富江町が五島市に合併された後の2016年10月、市は航路維持のため週1日1便とし他は予約制の「デマンド運航」に変更している。
しかし、2015年（平成27年）の国勢調査時点で人口が2名となっていた黒島航路の収支改善のめどは立たず、国の補助航路としての認定が難しくなり、五島市単独の運航も困難となったことから市営定期航路は2021年9月30日をもって廃止された。市営航路運営時は、約15分の行程であったという。